# وكالة استثمار بروناي
وكالة استثمار بروناي (BIA) هي شركة مملوكة للحكومة تقدم تقاريرها إلى وزارة المالية في حكومة بروناي. أنشئت في عام 1983، وتقع مكاتبها في بندر سيري بيغاوان في مقر وزارة المالية. لا يتم إبلاغ البيانات المتعلقة بأصول الوكالة إلى الجمهور والسلطان وأصوله، إلى حد ما، مدرجة أيضًا في الوكالة؛ لكن المدى غير معروف.

## روابط خارجية
- وكالة الاستثمار بروناي
- وكالة بروناي للاستثمار SWFI Profile